# Підводні човни типу 212

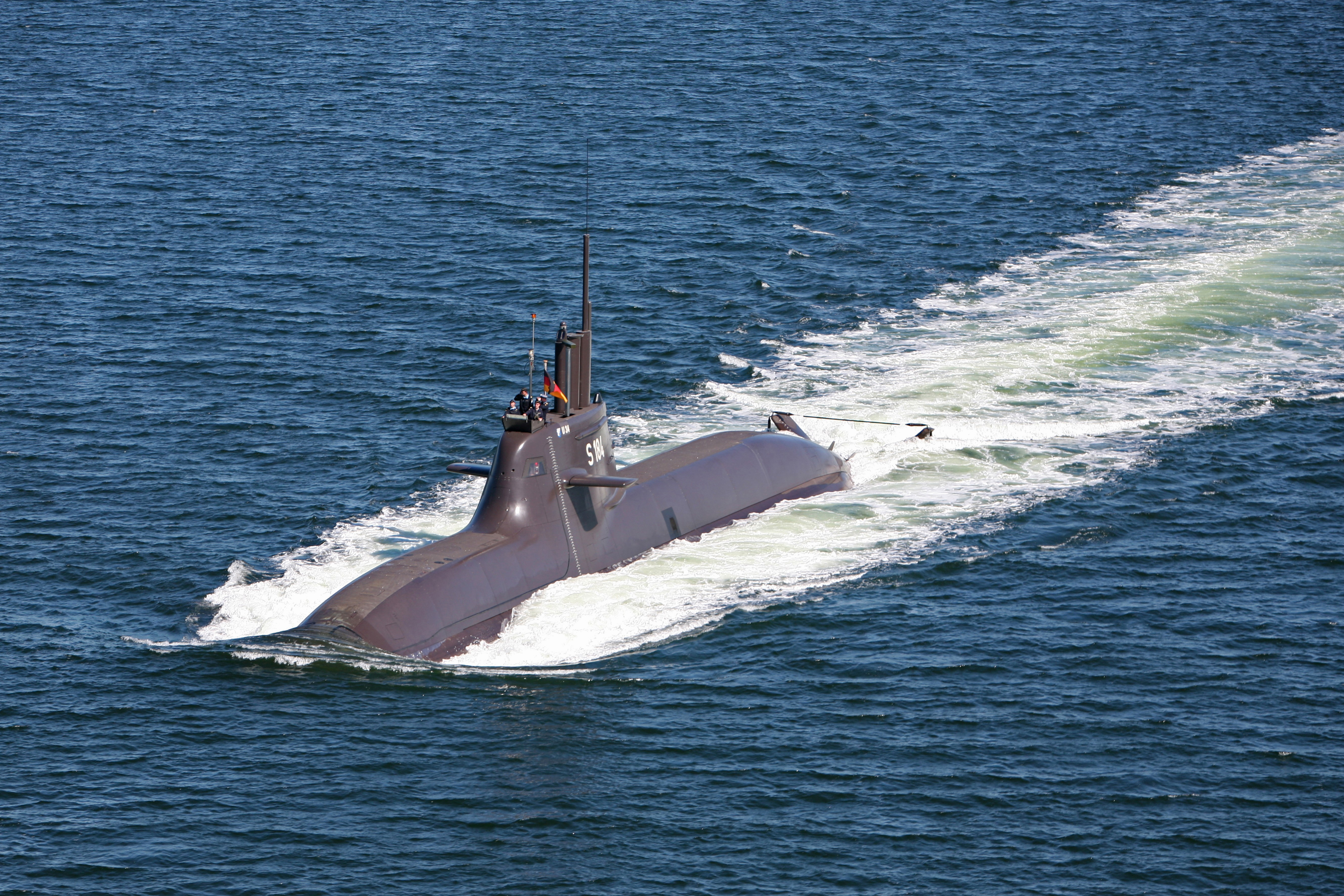

Підводні човни типу 212 (нім. U-Boot-Klasse 212 A, англ. Type 212, англ. Todaro) — неатомні, дизель-електричні підводні човни розроблені німецькою компанією Howaldtswerke-Deutsche Werft AG (HDW) для Військово-морських сил Німеччини та Італії. Перші в світі підводні човни із використанням паливних елементів у повітрянонезалежній енергетичній установці (для живлення та руху під водою).

## Модифікації

### U212 NFS Batch-III
Подальший розвиток проєкту. Підводний човен буде оснащено оновленою силовою установкою з літій-іонними паливними елементами італійського виробництва, що зробить їх одними з найбільш малопомітних підводних човнів у світі.
Передбачається, що човен поліпшеного проєкту буде відрізнятися подовженим на 1,2 м корпусом, а також низкою інших нових технологій, впроваджених у другій партії підводних човнів ВМС Німеччини для збільшення запасів палива.
Нова платформа також буде оснащена оновленим комплектом бойових систем, бойових інформаційним центром нової конфігурації, оновленою гідроакустичною станцією, сучасними торпедами та ракетами.
Основним озброєнням субмарин типу U212 NFS стануть шість торпедних апаратів калібру 533 мм, з яких можна буде запускати важкі торпеди, крилаті ракети та підводні дрони.

## Оператори
- Італія: 4, станом на 2020 рік. Замовлено 4 човна поліпшеної модифікації 212 NFS за 2,7 млрд €[1].
- Німеччина: 6, станом на 2020 рік[1].